# Mirin
Mirin (jap. 味醂) – słodka, płynna przyprawa o zawartości alkoholu 14%, uzyskiwana w wyniku zmieszania ryżu lekko sfermentowanego przy pomocy pleśni ryżowej Aspergillus oryzae z wódką ryżową shōchū.

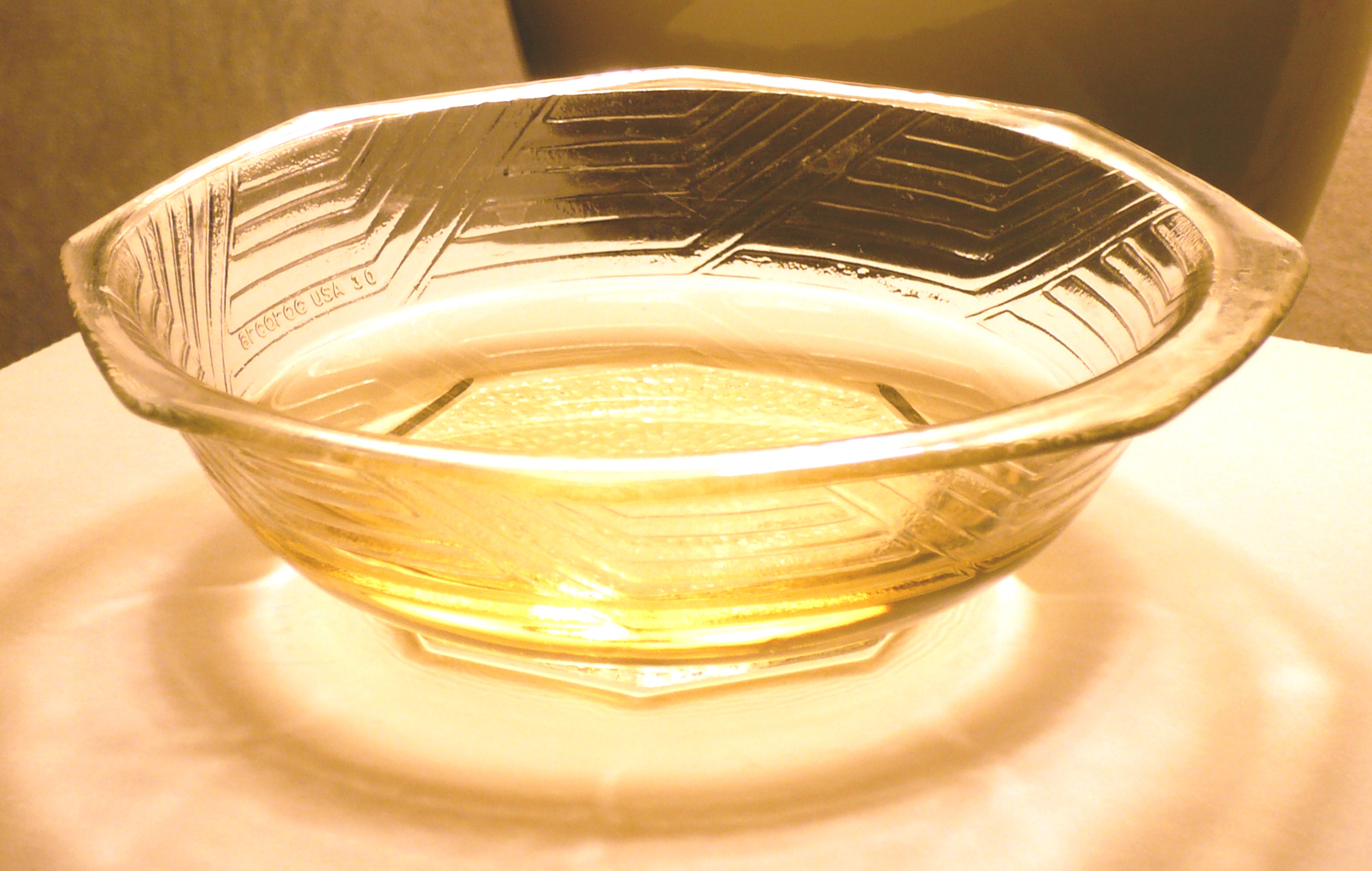
Miseczka mirinu

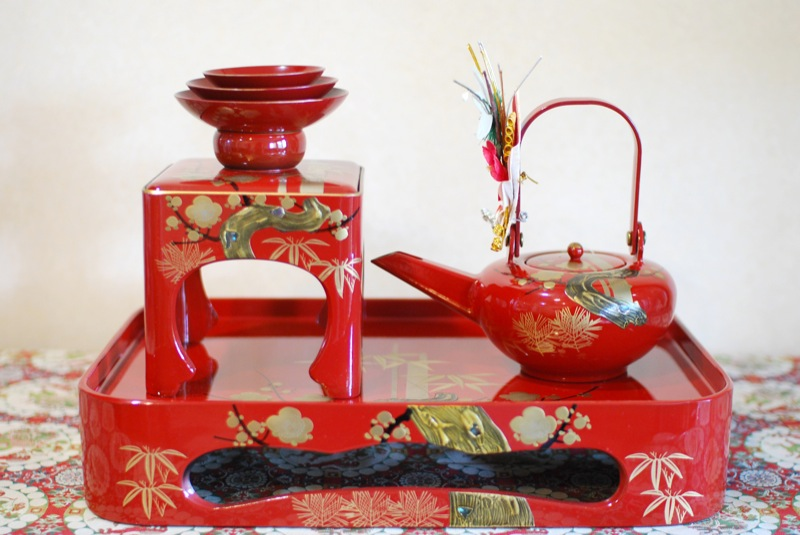
Zestaw naczyń do o-toso

Początkowo mirin pełnił funkcję napoju, jednak od końca okresu Edo jest używany w kuchni japońskiej jako przyprawa do przyrządzania potraw. Niewielka ilość mirinu używana jest do dań z ryb w celu usunięcia "rybiego" zapachu. Mirin stanowi również jeden ze składników marynaty teriyaki. Należy odróżnić prawdziwy mirin (tzw. hon mirin), sprzedawany w sklepach z sake i dobrych supermarketach od często spotykanych podróbek o obniżonej zawartości alkoholu.